# Майнерзен
Майнерзен (нім. Meinersen) — громада в Німеччині, розташована в землі Нижня Саксонія. Входить до складу району Гіфгорн. Центр об'єднання громад Майнерзен.
Площа — 53,83 км2. Населення становить 8156 ос. (станом на 31 грудня 2021).

## Галерея

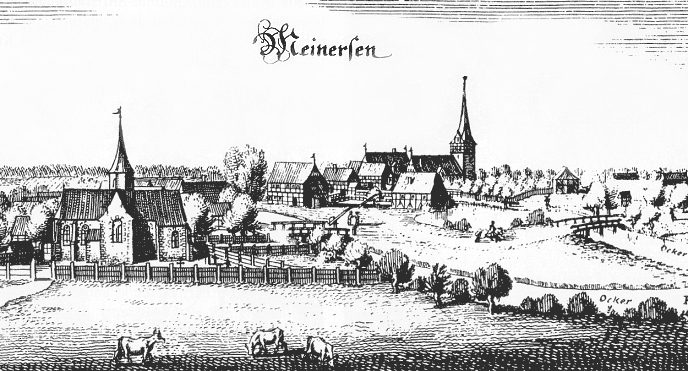
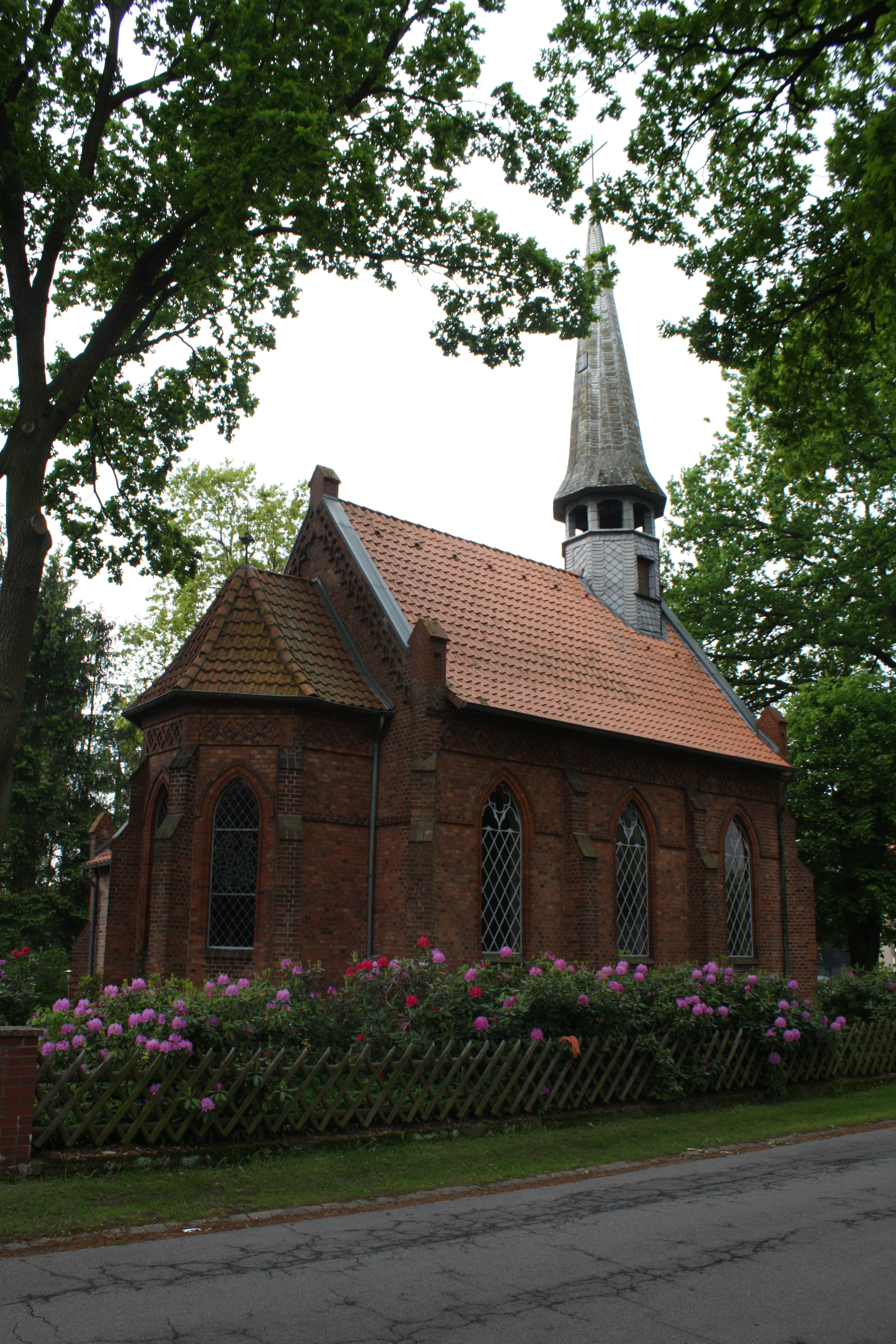
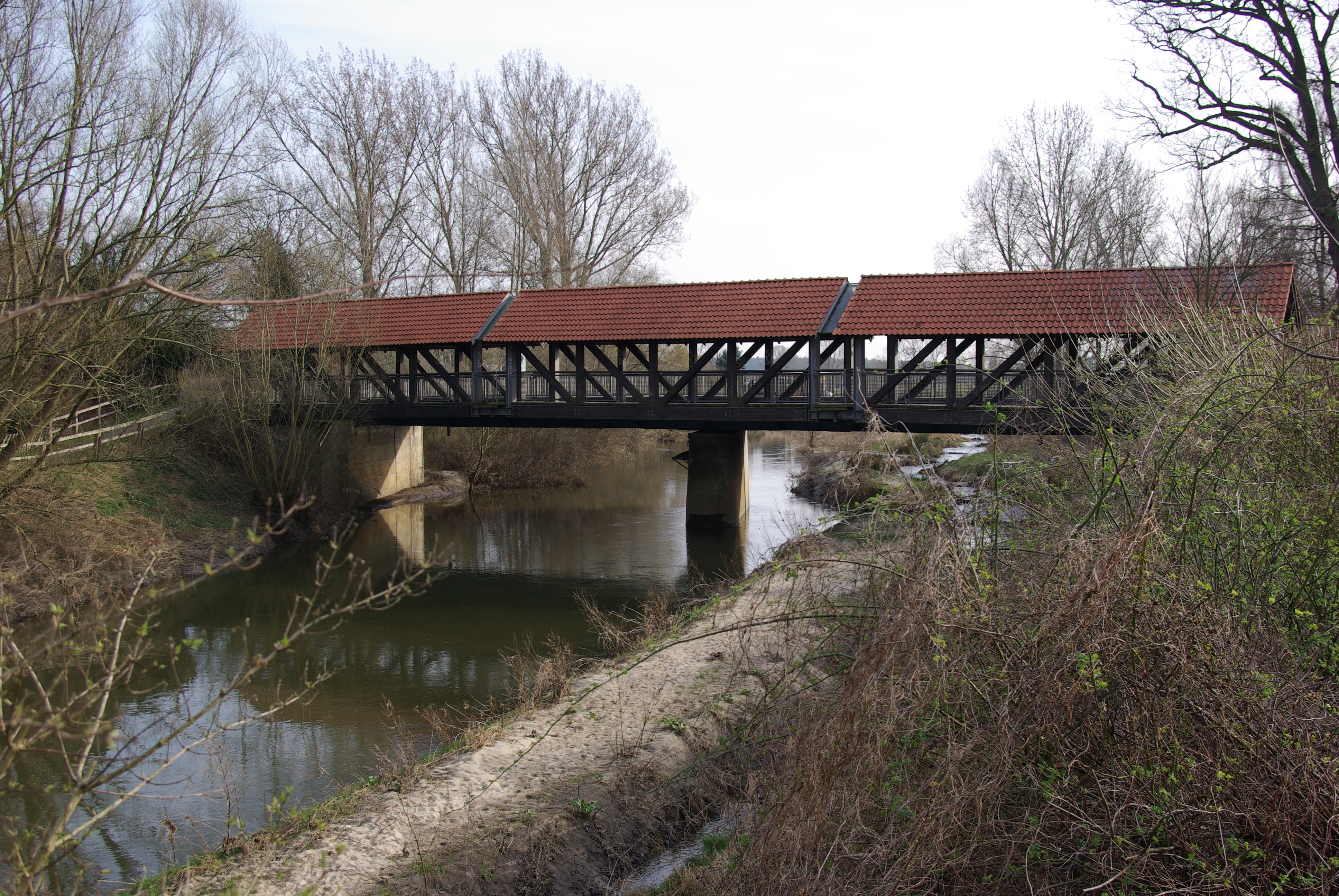
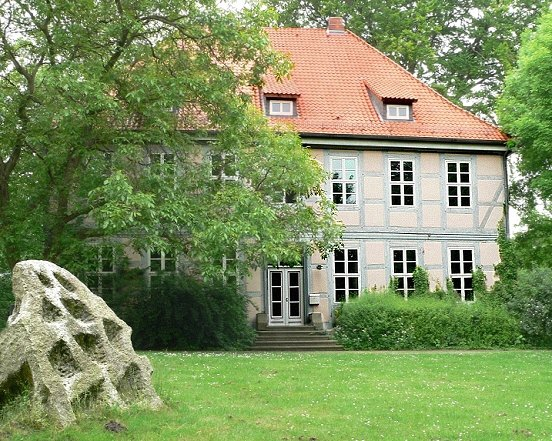
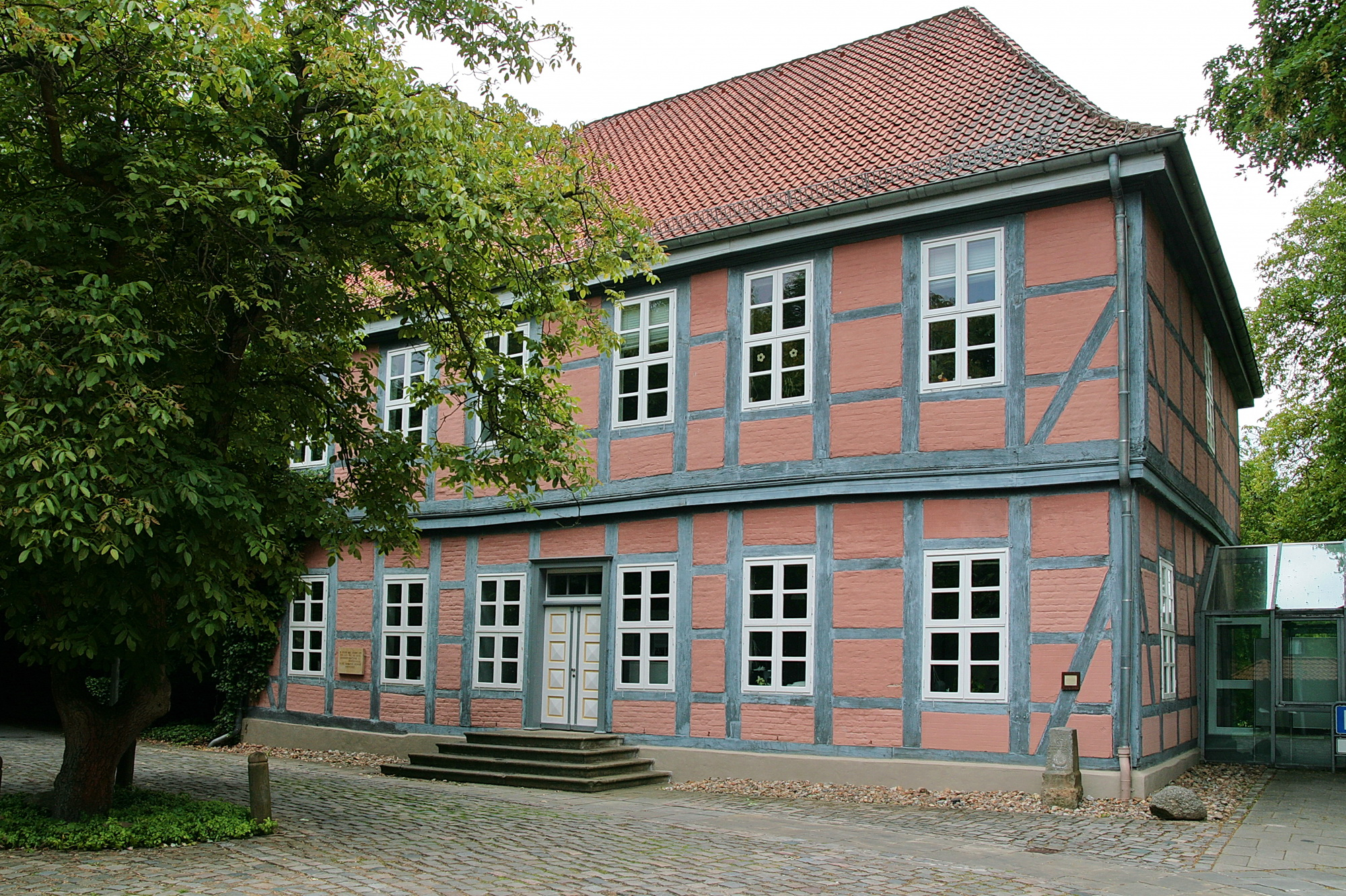